# Wieczna zapałka

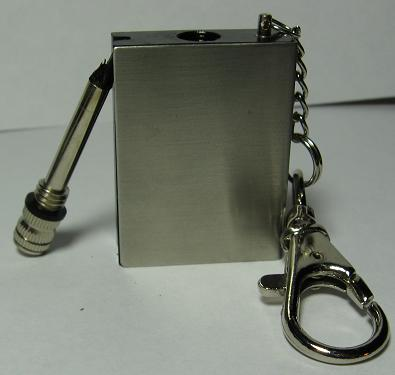
Wieczna zapałka z wyjętym pręcikiem.

Wieczna zapałka – rodzaj urządzenia do wzniecania płomienia głównie w celu podpalenia papierosa bądź cygara.

## Działanie
Podobna do zapalniczki, jednak płomień wznieca się tutaj trąc krótkim pręcikiem o krzesiwo. Tak powstałe iskry zapalają włókno nasączone benzyną (głównie stosuje się tutaj benzynę do zapalniczek).

## Budowa
Typowa wieczna zapałka wygląda podobnie do zwykłej zapalniczki benzynowej. Posiada zbiorniczek na benzynę, który zakręca się od góry korkiem, do którego przytwierdzony jest pręcik, na końcu którego znajdują się włókna nasączone benzyną i to one płoną po wytworzeniu iskier. Z boku owego pojemnika znajduje się krzesiwo.